# Eleleis crinita
Eleleis crinita là một loài nhện trong họ Gnaphosidae. Chúng thuộc chi đơn loài Eleleis, được Eugène Simon miêu tả năm 1893.